# Typ 97 Handgranate
Die Typ 97 Handgranate (jap. 九七式手榴弾, Kyūnana-shiki Teryūdan) war die Standard-Handgranate der Kaiserlich Japanischen Armee während des Zweiten Japanisch-Chinesischen Krieges und des Zweiten Weltkriegs.

## Geschichte und Entwicklung
Im Jahr 1937 (nach dem japanischen Kalender Kōki 2597) entwickelte man sie aus ihrem Vorgänger, der Typ 91, die hauptsächlich als Munition für den Granatwerfer Typ 10 und den Granatwerfer Typ 89 konzipiert wurde. Diese hatte wegen der zusätzlichen Verwendung als Granatwerfer-Munition eine hohe Verzögerungsdauer, wodurch sie für den Infanterieeinsatz nur bedingt geeignet war. In der Handgranate Typ 97 wurde die Zeitverzögerung auf 4–5 Sekunden reduziert, außerdem konnte die Sprengladung etwas vergrößert werden, da ein Gewinde für die Treibladungskartusche nicht benötigt wurde. Äußerlich war sie kaum von der Typ 91 zu unterscheiden, weswegen Papieretiketten vor der kürzeren Verzögerung warnten.
Wie viele Modelle dieser Zeit hatte die Typ 97 einen segmentierten Metallkörper aus Gusseisen, der bei der Explosion zu Splittern zersprang. Der serienmäßige Aufschlagzünder mit Verzögerung konnte durch einen Abreißzünder oder Aufschlagzünder ohne Verzögerung ersetzt werden. Ab 1940 wurde der Gewehrgranatwerfer Typ 100 eingesetzt, mit dem auch diese Granate als Gewehrgranate verwendet werden konnte. Hierfür wurde eine spezielle Treibladung eingesetzt, da sie keine eigene hatte.
Aufgrund der zylindrischen Form hatte die Typ 97 – im Vergleich zu anderem Modellen dieser Zeit – schlechte aerodynamische Eigenschaften beim Wurf.

## Einsatz
Um die Typ 97 scharf zu machen, wurde zunächst der Sicherungsstift an dem daran befestigten Ring herausgezogen, wodurch die Metallschutzkappe von dem aus der Handgranate ragendem Schlagzapfen fiel. Um den Zünder zu aktivieren, wurde dieser dann auf einen harten Gegenstand geschlagen.